# Tømmermænd tur-retur
The Hangover Part III er en amerikansk komediefilm fra 2013. Filmen er den sidste i Hangover-trilogien, som fra før består af Tømmermænd i Vegas (2009) og Tømmermænd i Thailand (2011).

## Om filmen
Filmen er, som de to foregående, instrueret af Todd Phillips. Phillips og Craig Mazin har skrevet manus. Bradley Cooper, Ed Helms og Zach Galifianakis spiller hovedrollerne.
The Hangover Part III havde dansk premiere 30. maj 2013.

## Handling
Denne gang er det ikke noget bryllup og ikke nogen . Men når The Wolfpack, Phil (Bradley Cooper), Stu (Ed Helms) og Alan (Zach Galifianakis), er sammen på vejen, er der kun én ting som er sikkert: Det er ingenting som er sikkert.

## Rolleliste
- Bradley Cooper som Phil Wenneck
- Ed Helms som Stu Price
- Zach Galifianakis som Alan Garner
- Justin Bartha som Doug Billings
- Ken Jeong som Leslie Chow
- John Goodman som Marshall
- Melissa McCarthy som Cassie
- Jeffrey Tambor som Sid Garner
- Heather Graham som Jade
- Mike Epps som Black Doug
- Sasha Barrese som Tracy Billings
- Jamie Chung som Lauren Price
- Sondra Currie som Linda Garner
- Gillian Vigman som Stephanie Wenneck
- Oliver Cooper som Pharmacy Assistant
- Mike Valley som Nico
- Grant Holmquist som Tyler
- Oscar Torre som Officer Vasquez
- Zoe Aggeliki som Sandra